# 2201 Олџејто
2201 Олџејто (енгл. 2201 Oljato) је Аполо астероид са пречником од приближно 1,80 .
Афел астероида је на удаљености од 3,725 астрономских јединица (АЈ) од Сунца, а перихел на ,623 АЈ.
Ексцентрицитет орбите износи 0,713, инклинација (нагиб) орбите у односу на раван еклиптике 2,514 степени, а орбитални период износи 1171,386 дана (3,207 године).
Апсолутна магнитуда астероида је 15,25 а геометријски албедо 0,432.
Астероид је откривен 12. децембра 1947. године.